# Gonomyia dikopis
Gonomyia dikopis är en tvåvingeart som beskrevs av Alexander 1970. Gonomyia dikopis ingår i släktet Gonomyia och familjen småharkrankar.
Artens utbredningsområde är Dominica. Inga underarter finns listade i Catalogue of Life.